# Tshokatshaa
Tshokatshaa est une ville du Botswana.